# Liste de ponts d'Israël
Cet article présente une liste de ponts remarquables d'Israël, tant par leurs caractéristiques dimensionnelles, que par leur intérêt architectural ou historique. 

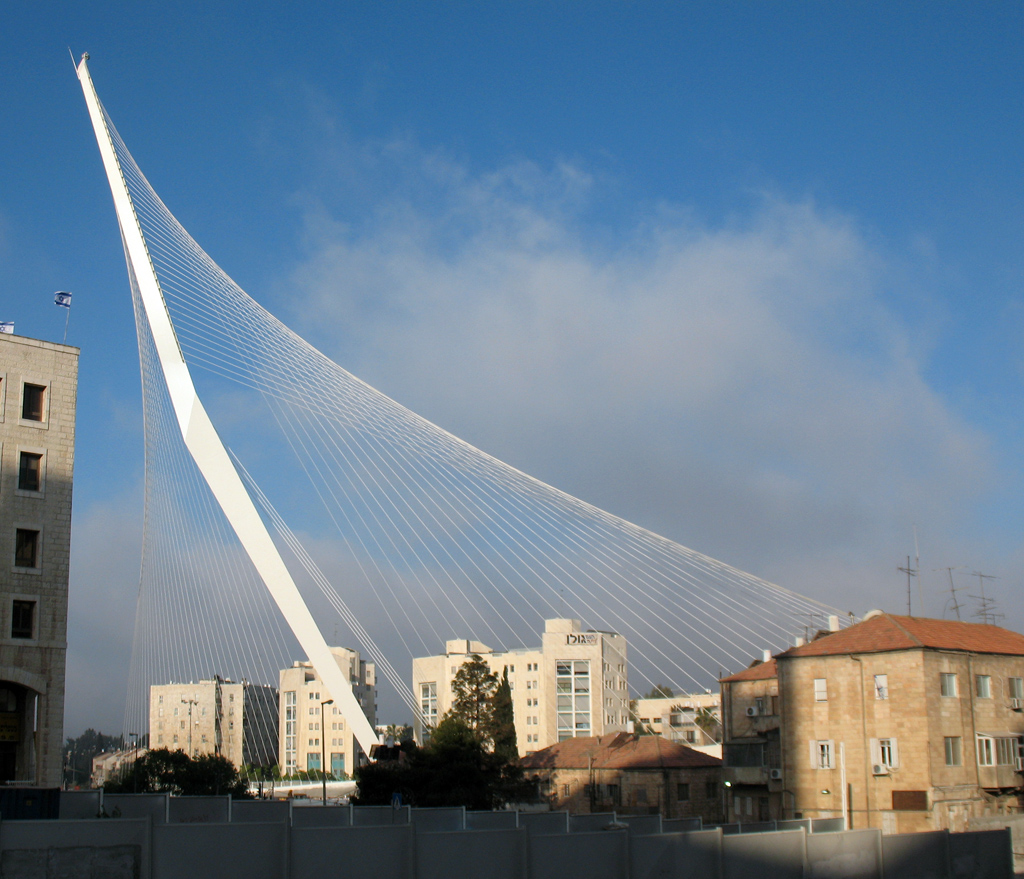
Le pont de Cordes à Jérusalem conçu par Santiago Calatrava.

La liste peut être triée selon les différentes entrées du tableau pour voir ainsi les ponts en arc ou les ouvrages les plus récents par exemple.

## Ponts présentant un intérêt historique
|  |   | Nom                                           | Hébreu           | Distinction | Long. | Type                               | Voie portée Voie franchie            | Date        | Localisation                                    | Région          | Ref.  |
|  | - | --------------------------------------------- | ---------------- | --- | ----- | ---------------------------------- | ------------------------------------ | ----------- | ----------------------------------------------- | --------------- | ----- |
|  | 1 | Aqueduc de Césarée                            | אמת המים לקיסריה | L'âge exact de l'aqueduc n'est pas connu, il est estimé entre 22 av. J.C. et 138.                                              | 9000  | Pont en maçonnerie Aqueduc         |                                      | IIe siècle  | Césarée 32° 30′ 51,1″ N, 34° 53′ 50″ E          | Haïfa           | ,     |
|  | 2 | Pont des Filles de Jacob Pont de Bnot Ya'akov | גשר בנות יעקב    | |       | Pont en maçonnerie                 | Jourdain                             | XIIe siècle | Gadot                                           | District nord   | [ 2 ] |
|  | 3 | Pont de Mamluk                                | הגשר הממלוכי     | |       | Pont en maçonnerie                 | Wadi Sarar                           | XIIe siècle | Yavné 31° 52′ 10″ N, 34° 45′ 08,1″ E            | District centre | [ 3 ] |
|  | 4 | Aqueduc d'Acre                                | אמת עכו          | Un premier aqueduc fut construit durant l'époque hellénistique (vers le IIIe siècle av. J.C.), et détruit par Napoléon en 1799 | 14000 | Pont en maçonnerie Aqueduc         | Nahal Yasaf creek                    | 1814        | Acre 32° 57′ 32,9″ N, 35° 05′ 41,5″ E           | District nord   | [ 4 ] |
|  | 5 | Pont des Filles de Jacob Pont Bailey          | גשר בנות יעקב    | Construit durant la guerre des Six Jours                                                                                       |       | Pont en treillis Acier Pont Bailey | Highway 91 Jourdain                  | 1967        | Gadot 33° 00′ 41,3″ N, 35° 37′ 42,1″ E          | District nord   |       |
|  | 6 | Pont des Filles de Jacob Nouveau pont         | גשר בנות יעקב    | |       |                                    | Highway 91 Jourdain                  | 2007        | Gadot 33° 00′ 37,3″ N, 35° 37′ 41,9″ E          | District nord   |       |
|  | 7 | Pont Window to Jaffa                          | גשר חלון ליפו    | |       |                                    | Pont piétonnier Sderot HaBesht       |             | Tel Aviv-Jaffa 32° 02′ 15,8″ N, 34° 44′ 54,2″ E | Tel Aviv        |       |
|  | 8 | Pont de la Cour Supreme                       |                  | |       |                                    | Pont piétonnier Sderot Yitshak Rabin |             | Jérusalem 31° 46′ 55,3″ N, 35° 12′ 13,8″ E      | Jérusalem       |       |

## Grands ponts
Ce tableau présente les ouvrages ayant les plus longues portées d'Israël (liste non exhaustive).
|  |   | Nom                           | Hébreu                  | Portée | Long. | Type                              | Voie portée Voie franchie                            | Date | Localisation                                           | Région          | Ref.  |
|  | - | ----------------------------- | ----------------------- | ------ | ----- | --------------------------------- | ---------------------------------------------------- | ---- | ------------------------------------------------------ | --------------- | ----- |
|  | 1 | Pont de Cordes                | גשר המיתרים             | 160    | 360   | Haubané Monopylône                | Tramway de Jérusalem Sderot Menachem Begin           | 2008 | Jérusalem 31° 47′ 19,4″ N, 35° 11′ 59″ E               | Jérusalem       |       |
|  | 2 | Pont d'Akbara                 | גשר עכברה               | 100    | 435   | Poutre-caisson Béton précontraint | Highway 89 Wadi Akbar                                | 2003 | Safed 32° 56′ 54,7″ N, 35° 29′ 49,2″ E                 | District nord   | [ 5 ] |
|  | 3 | Pont de Cordes de Petah Tikva | גשר המיתרים (פתח תקווה) | 75     | 120   | Haubané Monopylône                | Passerelle Derech Ze'ev Jabotinsky 481               |      | Petah Tikva 32° 05′ 29,4″ N, 34° 51′ 59″ E             | District centre |       |
|  | 4 | Viaduc d'Ayalon               |                         |        | 1250  | Poutre-caisson Béton précontraint | LGV Tel Aviv - Jerusalem Vallée d'Ayalon - Highway 3 |      | Modiin-Maccabim-Reout 31° 51′ 17,9″ N, 34° 59′ 55,3″ E | District centre |       |